# Parafia Narodzenia Pańskiego w Palma de Mallorca
Parafia Narodzenia Pańskiego – parafia Rosyjskiego Kościoła Prawosławnego w Palma de Mallorca, w eparchii hiszpańsko-portugalskiej. Skupia głównie wiernych narodowości rosyjskiej.